# Matthias Jessen (Politiker, 1677)
Matthias Jessen (* 12. September 1677 in Jena; † 20. März 1736 in Altona) war ein dänischer Legationssekretär und Präsident in Altona.

## Leben und Wirken
Matthias Jessen war das dritte von sechs Kindern seines gleichnamigen Vaters und Eva Chemnitz (um 1642–1703), Tochter von Christian Chemnitz. Die Kindheit verbrachte er größtenteils in Altona. Im Sommer 1696 ging er nach Leipzig, um an der dortigen Universität Rechtswissenschaften zu studieren. Ende 1703 ernannte ihn der dänische König zum Legationssekretär am Hof des Fürstentums Braunschweig-Wolfenbüttel, womit Jessen gleichzeitig Gesandter war. Nach der Abberufung im September 1706 arbeitete Jessen zunächst als Kanzleisekretär und zog Ende 1708 nach London. In den folgenden 23 Jahren arbeitete er hier als Legationssekretär und hielt sich aufgrund der Personalunion ab 1714 wahrscheinlich auch in Hannover auf.
Ende 1731 entließ König Christian VI. den Altonaer Oberpräsidenten Christian Detlev von Reventlow. Matthias Jessen übernahm als Nachfolger den Posten als Präsident. Basis war der Stadtverfassung von 1705, jedoch nicht die Verfassung von 1713, die bei Reventlow herangezogen worden war. Wenig später wurde Jessen auch zum Justizrat ernannt. Einfluss auf die Erwählung Jessens seitens Christian VI. hatte möglicherweise eine von Friedrich IV. an Matthias Jessens Vater ausgesprochene Exspektanz für den ältesten Sohn Johann Christian, der jedoch in der Zwischenzeit verstorben war.
Jessen hatte das Amt des Präsidenten bis 1736 inne. Während der vierjährigen Amtszeit entwickelte er kein eigenes Profil. Seine Ernennung auf Basis der älteren Verfassung, die Jessen eine weniger herausgehobene Position als seinem Vorgänger verschaffte, deutet darauf hin, dass der dänische König die politischen Verhältnisse in Altona als konsolidiert ansah. Frühere Annahmen, dass der Präsident mit dem Beginn von Jessens Ägide größere städtische Mitspracherechte erhielt, müssen als überholt angesehen werden. Weder Präsident noch Oberpräsident gehörten zur städtischen Selbstverwaltung, sondern waren dem dänischen König zugeordnet und hatten dessen Interessen zu vertreten. Auf Matthias Jessen folgte Bernhard Leopold Volkmar von Schomburg als Präsident.
Matthias Jessen war seit 1733 mit Dorothea Elisabeth Heldt (* 1684 in Braunschweig; † 1752 in Altona) verheiratet. Aus der Ehe gingen keine Kinder hervor.
Seit 1950 erinnert die Jessenstraße in Altona-Altstadt an Matthias Jessen und den gleichnamigen Vater.